# Rosada

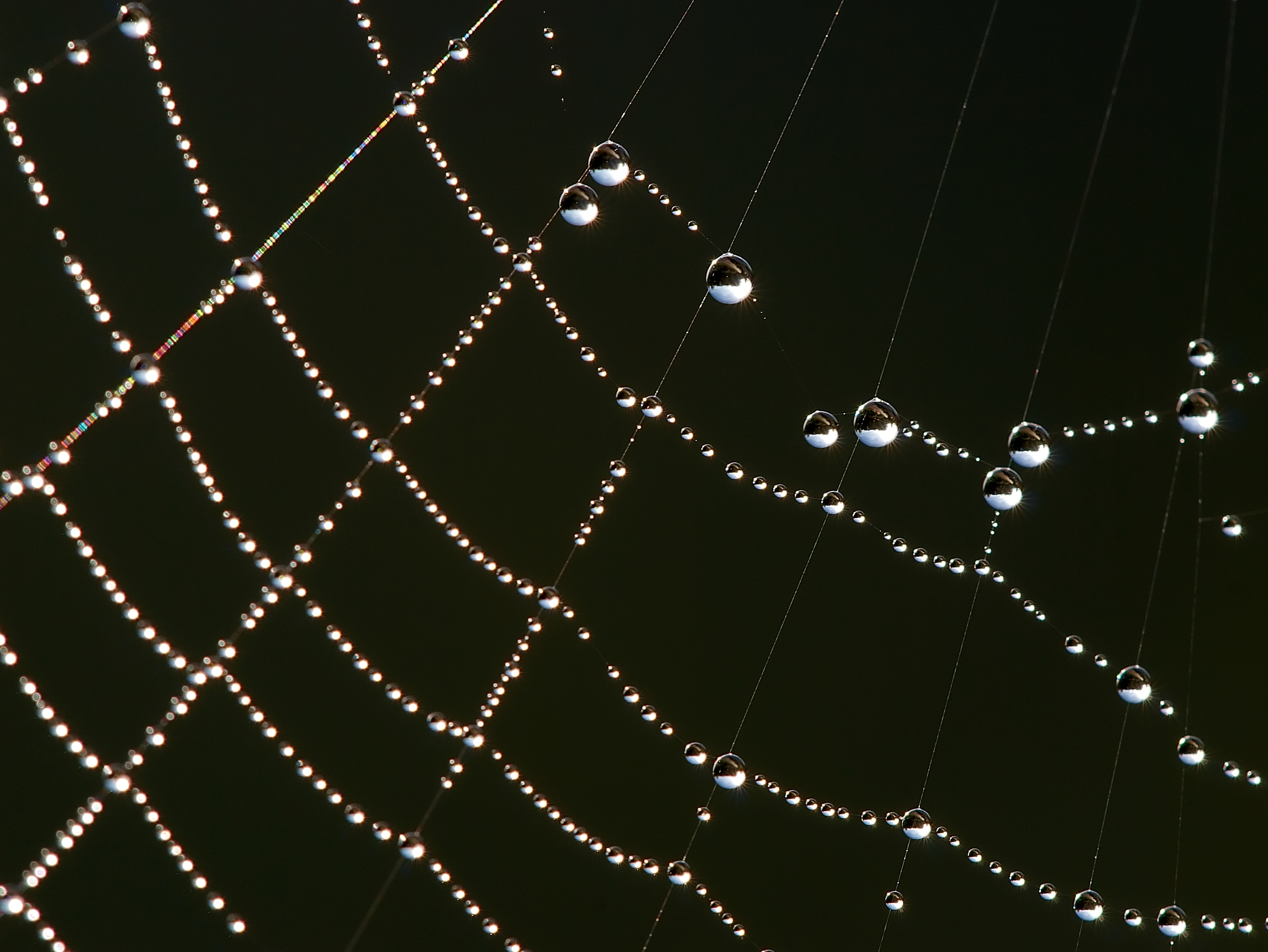
Teranyina amb rosada

La rosada (ros o reixiu en valencià, rou en mallorquí, banyadura en menorquí i aiguatge en septentrional, castellonenc i ampostenc) és un fenomen meteorològic superficial que consisteix en gotes d'aigua que es formen sobre les superfícies refredades per la radiació nocturna, per efecte de la condensació directa del vapor d'aigua present en la capa d'aire en contacte immediat amb la superfície i a temperatura superior a 0° C. Aquesta forma de pas de l'aigua atmosfèrica cap a la superfície constitueix una forma de precipitació oculta o horitzontal, ja que perquè sigui precipitació en sentit estricte, l'aigua ha de passar cap a la superfície després de caure a certa velocitat.

## Formació
El procés es produeix tan sols dins d'una estreta franja d'aire immediata a la superfície terrestre d'alguns mil·límetres de gruix i pot actuar de dues maneres.La més habitual és per difusió del vapor d'aigua des del sòl mateix cap amunt, fins a la superfície exposada al refredament, on es condensa, és a dir, l'aigua passa de l'estat gasós al líquid per efecte de la baixada de la temperatura. Aquest mecanisme es produeix amb vent molt feble, d'una velocitat inferior a 1 m/s. L'altra manera té lloc quan la turbulència de l'aire augmenta i el vapor d'aigua descendeix per transferència vertical des de l'atmosfera fins a la superfície freda, on es condensen les gotes d'aigua. Aquest procés té lloc quan la velocitat mitjana del vent és al voltant dels 3 m/s. Amb vents amb velocitat superior als 3 m/s, el contacte de l'aire amb la superfície és escàs i no aconsegueix refredar-se prou. Les rosades i fenòmens com ara boires, gebre o gelada tenen importància ecològica a les zones menys plujoses del país, ja que les quantitats d'aigua que aporten al sòl sovint són imprescindibles per a la supervivència de la vegetació durant els períodes sense pluges. En climes molt àrids l'aportació d'aigua al sòl mitjançant aquests processos arriba a ser superior a la que és deguda a les precipitacions en sentit estricte.

## Observació i mesurament

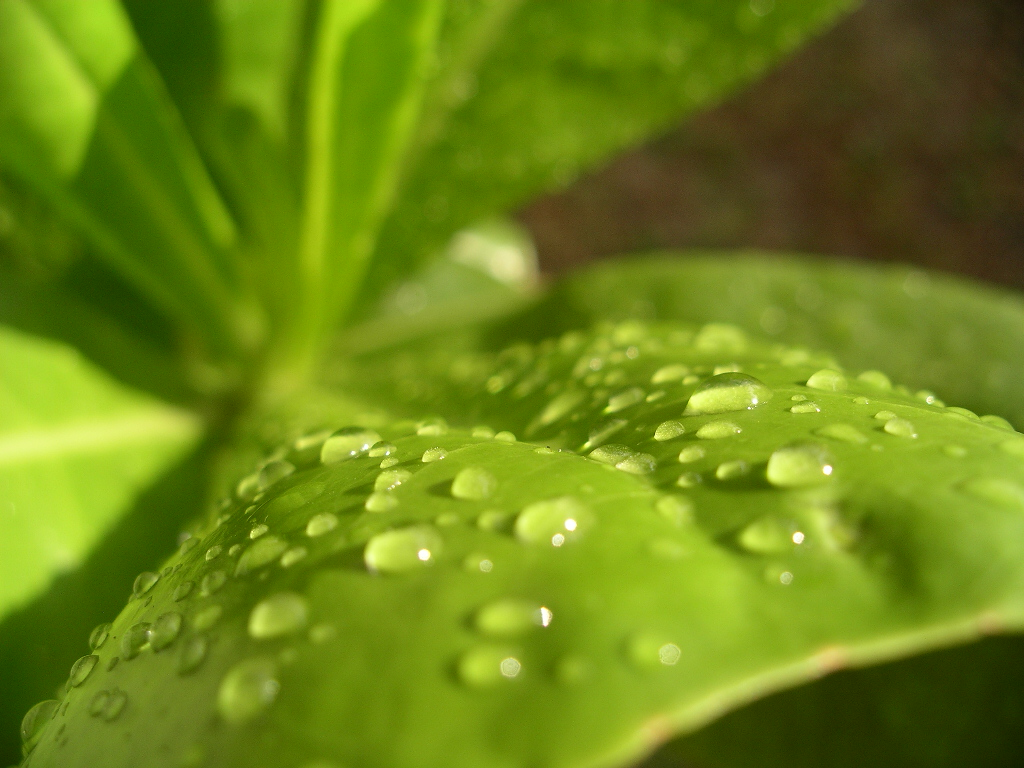
Fulles amb rosada a Malàisia

La rosada s'observa de matinada, amb nits serenes i encalmades, tot i que no és estrany veure-la tot just després del crepuscle. És més freqüent en llocs baixos i plans que en els cims de les muntanyes. La major part dels dies, quan surt el sol, el terra s'escalfa i les gotes d'aigua desapareixen ràpidament en evaporar-se. Quan l'observador disposa d'instrumental de mesura homologat i en bon estat de funcionament, pot constatar com un augment de la humitat absoluta i/o un descens de la temperatura en la capa d'aire més propera a terra són condicions necessàries per a la formació de la rosada. Cal insistir que la rosada no és un tipus de precipitació des d'un núvol. La rosada va associada a humitats relatives altes, habitualment superiors al 80 per cent.
Degut a la seva dependència del balanç de radiació, les quantitat de radiació poden arribar a un màxim teòric de 0,8 mm per nit, tanmateix, rarament excedeixen de 0,5 mm. i de 40 a 50 mm per any. A la majoria dels climes del món la quantitat de rosada és massa petita per competir amb la pluja. En regions amb estació seca considerable plantes adaptades com els líquens o les plànules de pins es beneficien de la rosada. A gran escala, el reg sense pluja a llocs com el desert d'Atacama o el Namib es fa capturant la boira no pas la rosada.
Un aparell clàssic de mesurar la rosada és el drosòmetre encara que només proporciona el potencial de formació de rosades. Per a mesurar la quantitat real de rosada es fan servir petits lisímetres o altres mètodes.

## Biologia
Fitopatògens com el fong Phytophthora infestans aprofiten la rosada per infectar les patateres.

## Cultura
Ersa era la deessa de la rosada en la mitologia grega.
La rosada coneguda en hebreu com טל (tal), és molt important en el judaisme.

## Recollida artificial

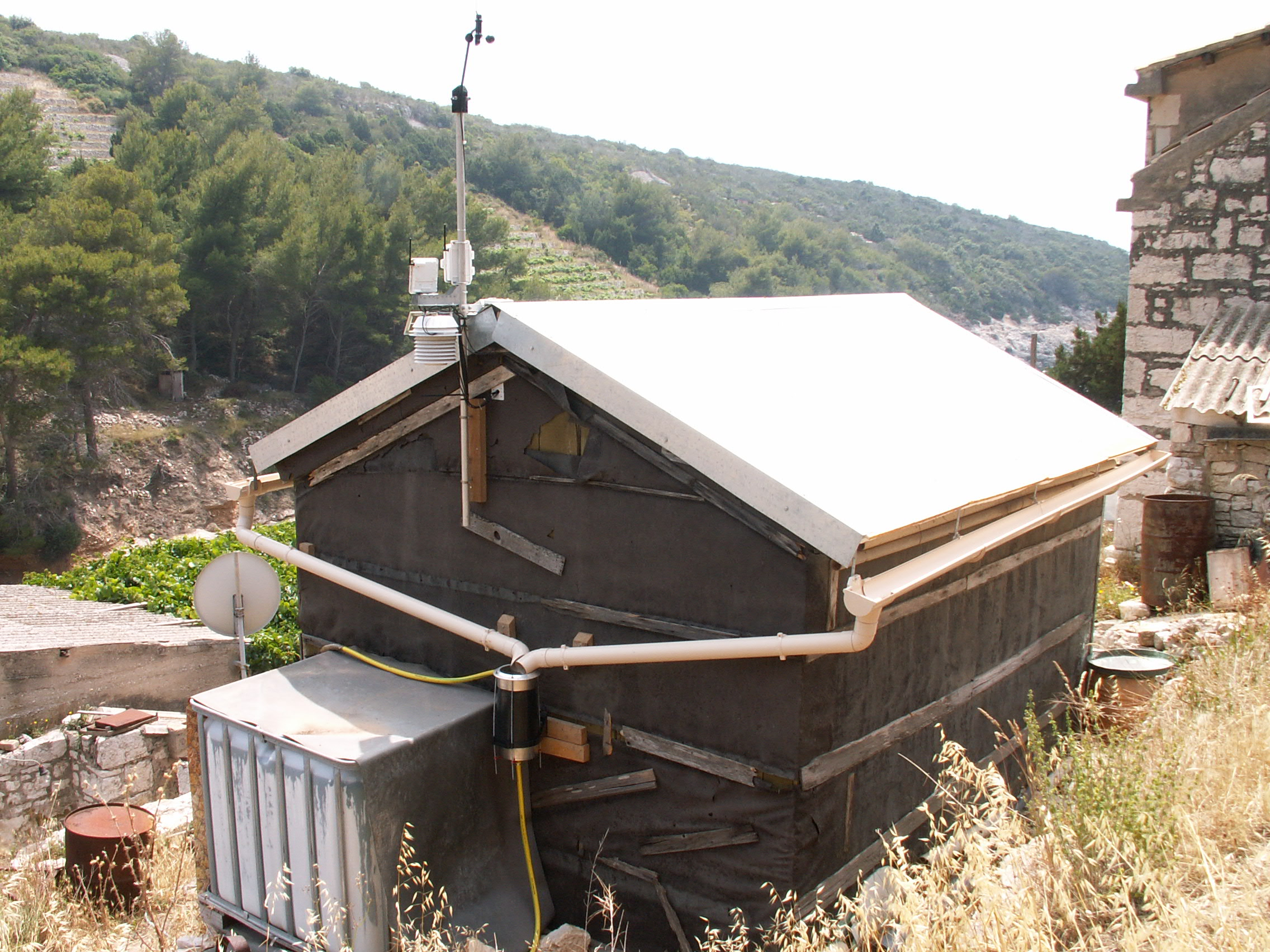
Recollida de la rosada a Croàcia

Hi ha aparells molt antics que semblen ideats per recollir la rosada com les piles de pedres a Ucraïna, les basses de rosada al sud d'Anglaterra o les pedres volcàniques de les vinyes de Lanzarote però segurament funcionen per altres principis. Actualment l'Organització Internacional per l'Ús de la Rosada International Organisation for Dew Utilization treballa per fer condensadors de rosada que siguin efectius. També a l'Índia es treballa en aquest sentit pel Indian Institute of Management Ahmedabad (IIMA) a la regió àrida de Kutch. Aquests condensadors poden recollir més de 200 litres (de mitjana) d'aigua de rosada durant 90 nits de l'estació seca d'octubre a maig.

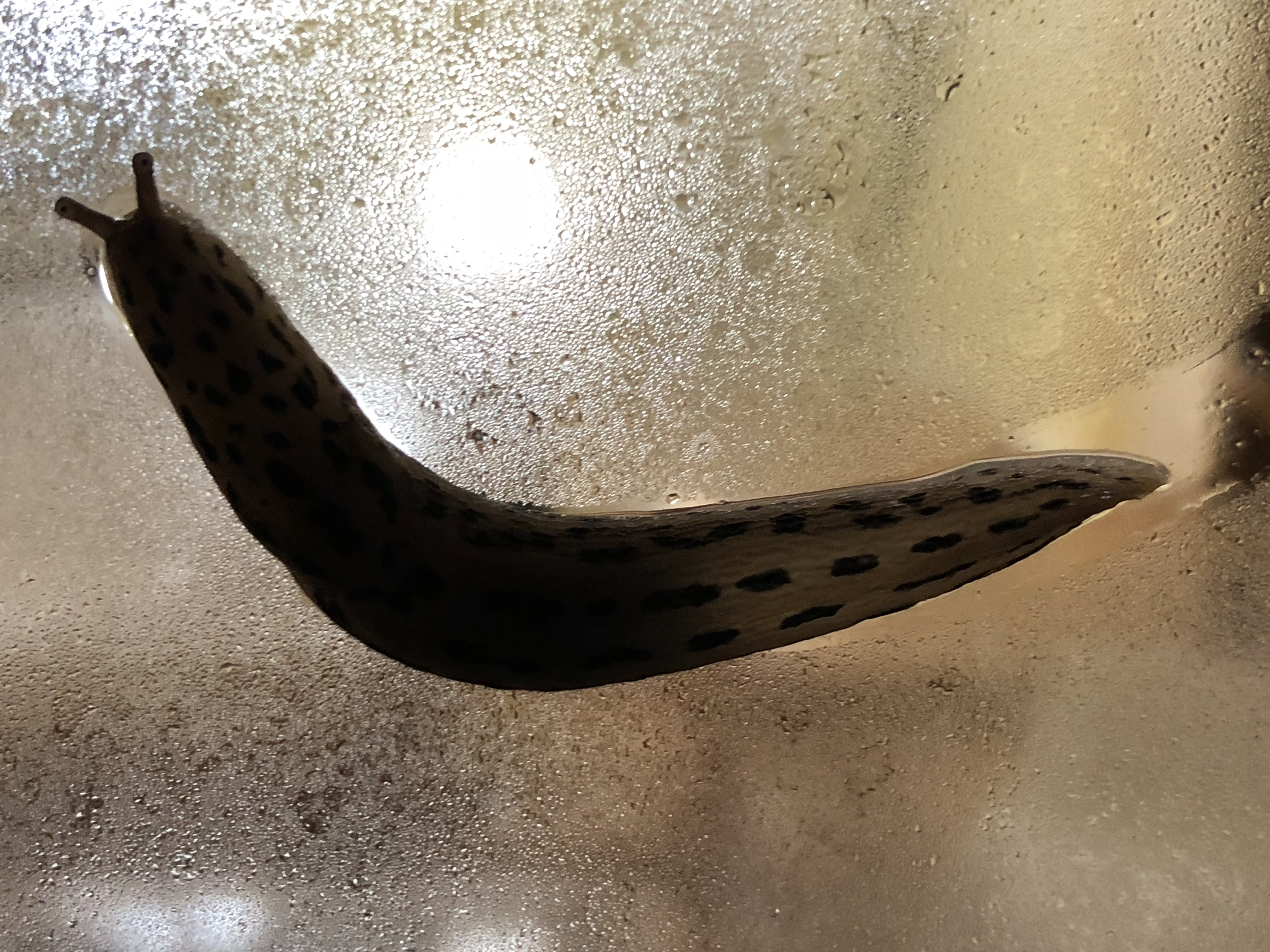
Llimac desplaçant-se sobre un vidre de finestra rosat
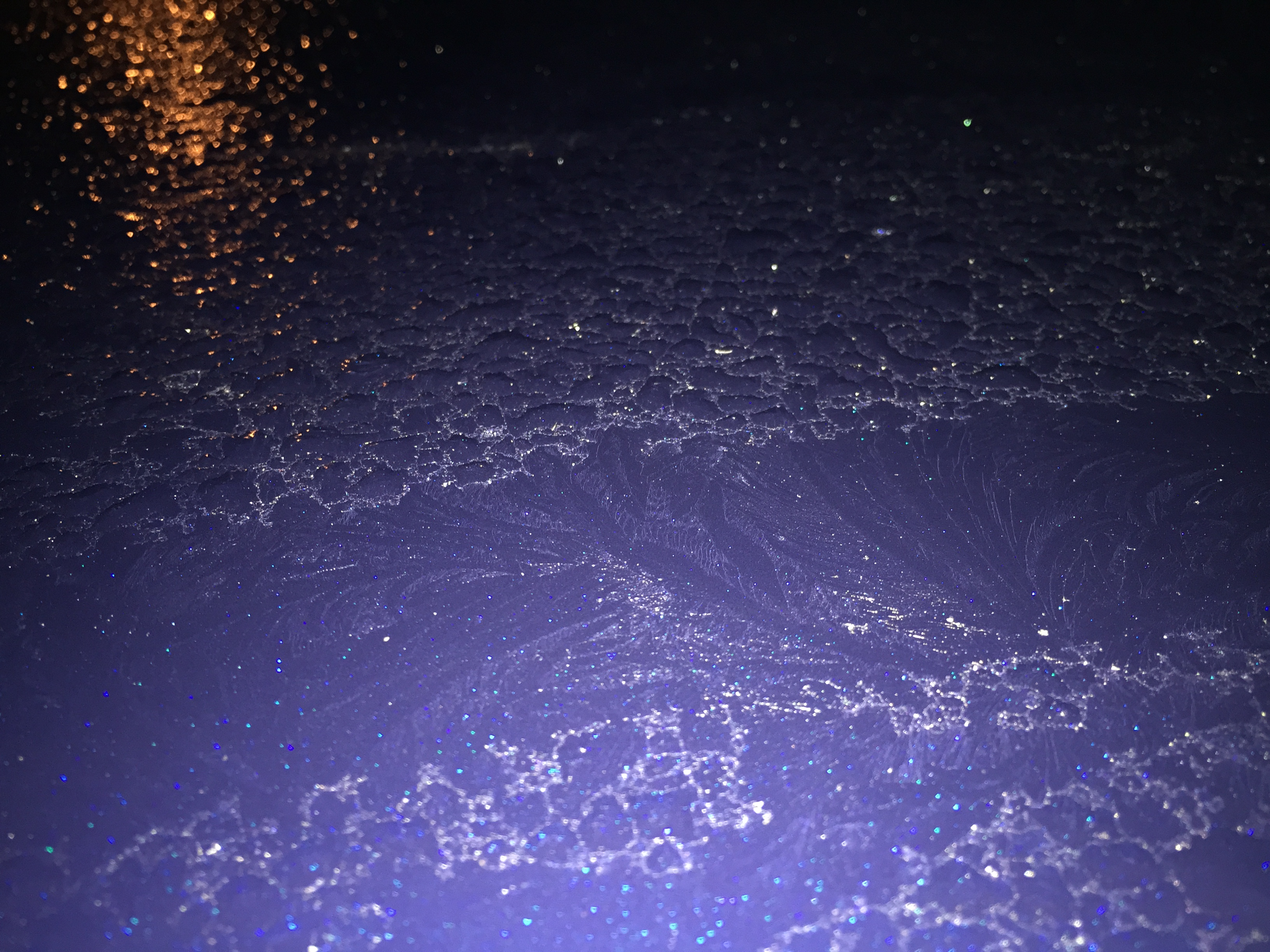
Rosada sobre el capó d'un automòbil, en procés de congelació
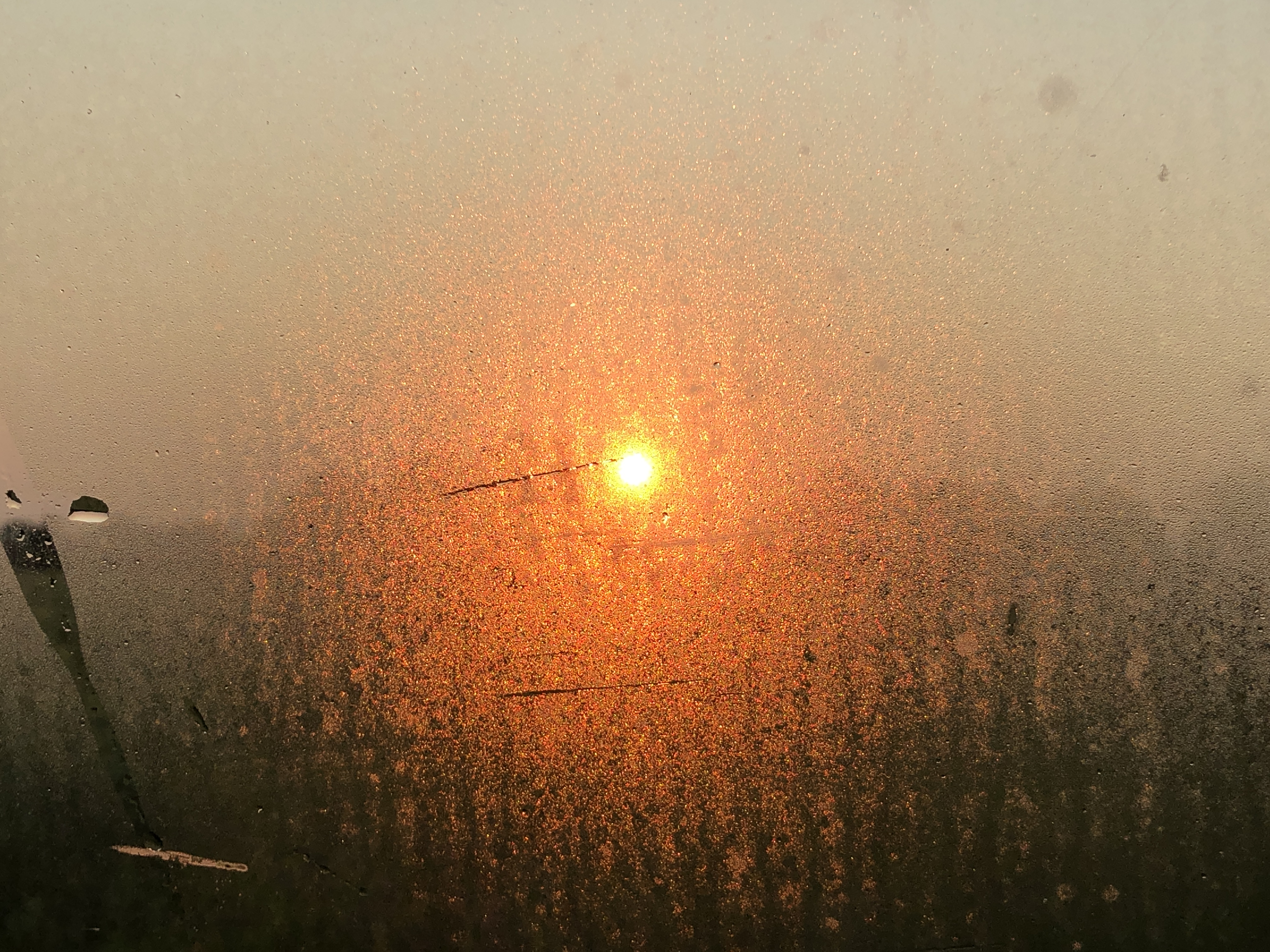
Les escombretes eixugaparabrises dels vehicles motoritzats eliminen tant les gotes de pluja com les de rosada (fotografia)
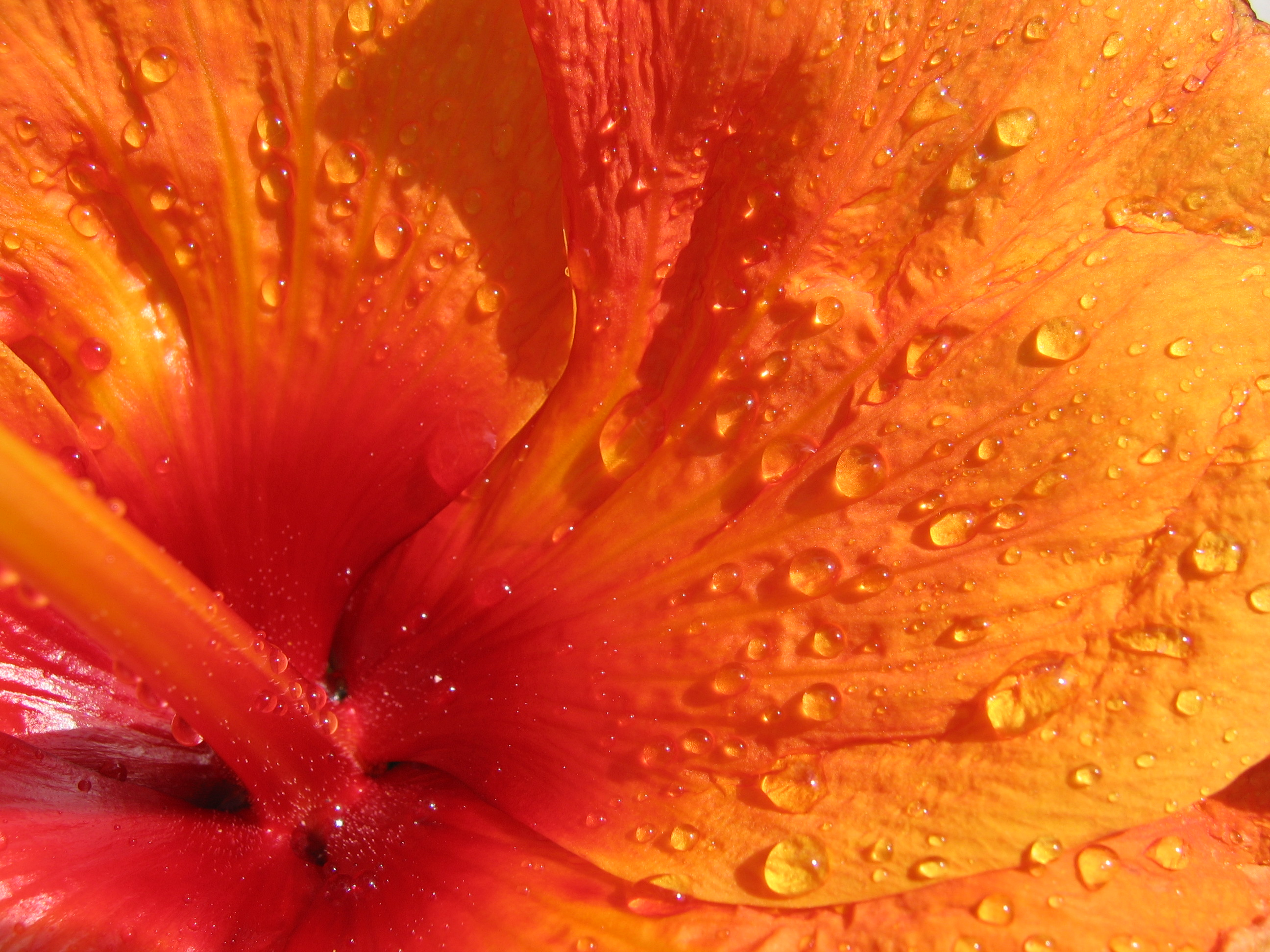
Pètal rosat d'hibisc.